# Vila do Bispo
Vila do Bispo – miejscowość w Portugalii, leżąca w dystrykcie Faro, w regionie Algarve w podregionie Algarve. Nazwa miejscowości pochodzi z XVII wieku, kiedy została ofiarowana biskupstwu w Faro. Miejscowość jest siedzibą gminy o tej samej nazwie.

## Zabytki
- Kościół parafialny Nossa Senhora da Conceição wyróżniający się pięknym rokokowym ołtarzem z 1715 roku. Wnętrze zdobią dodatkowo żyrandole i malowany sufit. Kościół udostępniany zwiedzającym jedynie w czasie niedzielnego nabożeństwa około południa.

## Demografia
| Liczba ludności gminy Vila do Bispo (1801–2011) | Liczba ludności gminy Vila do Bispo (1801–2011) | Liczba ludności gminy Vila do Bispo (1801–2011) | Liczba ludności gminy Vila do Bispo (1801–2011) | Liczba ludności gminy Vila do Bispo (1801–2011) | Liczba ludności gminy Vila do Bispo (1801–2011) | Liczba ludności gminy Vila do Bispo (1801–2011) | Liczba ludności gminy Vila do Bispo (1801–2011) | Liczba ludności gminy Vila do Bispo (1801–2011) | Liczba ludności gminy Vila do Bispo (1801–2011) |
| ----------------------------------------------- | ----------------------------------------------- | ----------------------------------------------- | ----------------------------------------------- | ----------------------------------------------- | ----------------------------------------------- | ----------------------------------------------- | ----------------------------------------------- | ----------------------------------------------- | ----------------------------------------------- |
| 1801                                            | 1849                                            | 1900                                            | 1930                                            | 1960                                            | 1981                                            | 1991                                            | 2001                                            | 2004                                            | 2011                                            |
| 684                                             | 3 278                                           | 4 912                                           | 6 082                                           | 5 988                                           | 5 700                                           | 5 762                                           | 5 349                                           | 5 381                                           | 5 258                                           |

## Sołectwa
Sołectwa gminy Vila do Bispo (ludność wg stanu na 2011 r.):
- Barão de São Miguel – 451 osób
- Budens – 1520 osób
- Raposeira – 460 osób
- Sagres – 1909 osób
- Vila do Bispo – 918 osób